# UTC+6:30
UTC+6:30 je identifikator za vremenska ostupanja od UTC +06:30. 
Koristi se u:

## Kao standardno vrijeme (cijela godina)
- Australija
  -  Kokosovi Otoci
- Mjanmar

## Vanjske poveznice
- Gradovi u vremenskoj zoni UTC+06:30